# Uther Pendragon

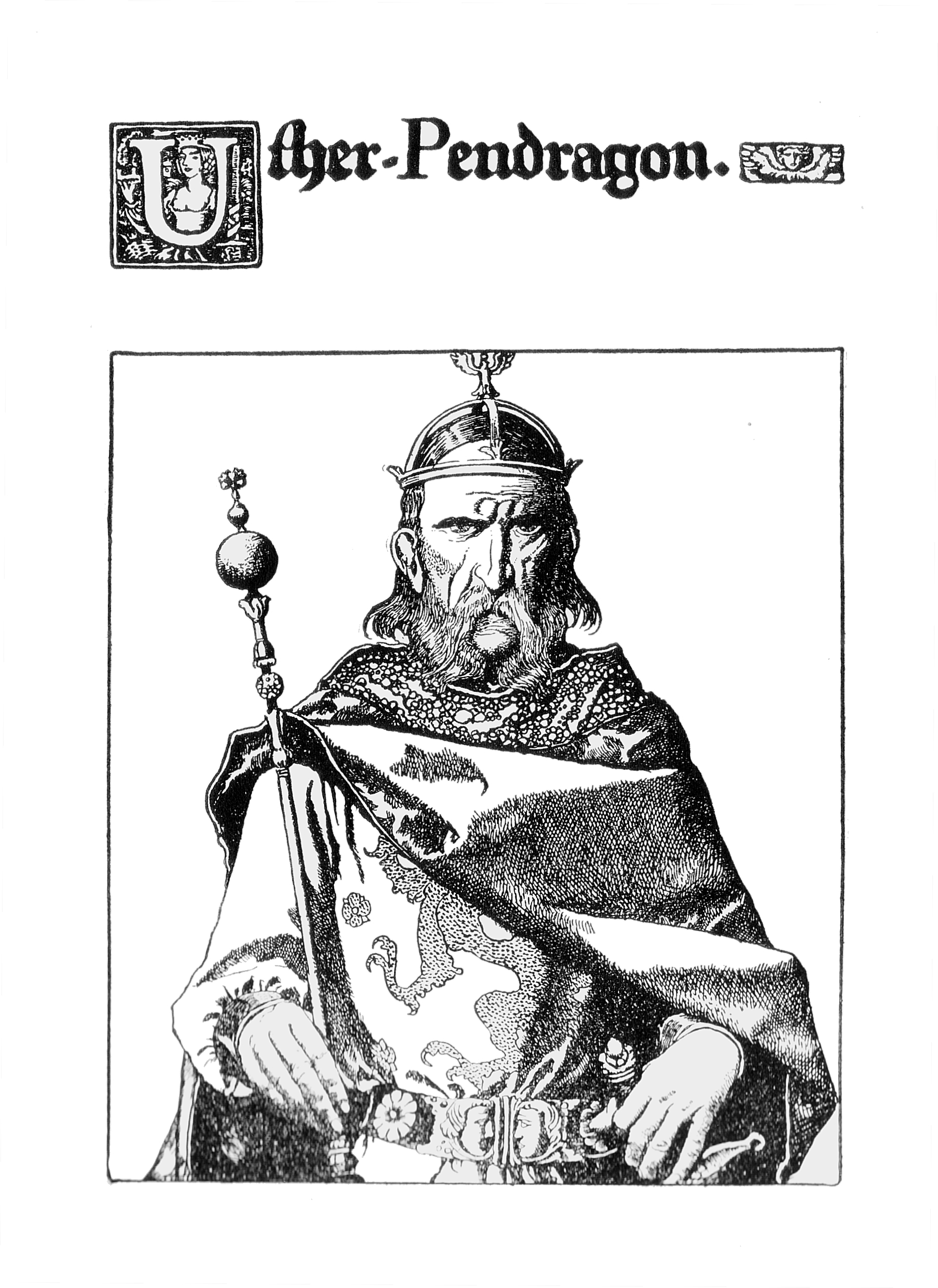
Uther Pendragon (Howard Pyle – The Story of King Arthur and His Knights, 1903)

Uther Pendragon (pen-dragon oder ben-dragon = „Oberster Anführer; Oberster Krieger“) ist der Vater von König Artus in der Artussage, zuerst erwähnt von Geoffrey von Monmouth in seiner Historia Regum Britanniae (Geschichte der Könige von Britannien). Bei Geoffrey schwängert er Igraine, Ehefrau von Gorlois, Herzog von Cornwall, während er ihr durch Zauber als ihr Gatte erscheint. Das Thema der illegitimen Geburt wird später bei der Zeugung von Mordred durch Artus wiederholt.
Die legendäre Figur des Uther könnte teilweise auf dem britisch-römischen Warlord Ambrosius Aurelianus basieren. Geoffrey nennt Uthers älteren Bruder und Vorgänger auf dem britischen Thron Ambrosius, zusammen mit einem Bruder Konstans, den Vortigern zu seinem Marionettenkönig gemacht habe, alle drei Söhne eines Großkönigs Konstantin. Dieser legendäre Großkönig könnte entweder auf dem historischen römischen Kaiser Konstantin III. basieren, der zwischen 407 und 411 regierte und einen Sohn Konstans († 411) hatte, oder auf König Konstantin von Dumnonia, der im 6. Jahrhundert lebte; dies würde aber bedeuten, dass Artus’ Herkunft nahe am Inzest gelegen hat, da Igraine auch aus dem Haus von Dumnonia stammen soll. Geoffrey mischt in seiner Geschichte allerdings Fiktion und Wirklichkeit.

## Neuzeitliche Adaptionen
Eine weitgehend freie Adaption des Sujets findet man in Marion Zimmer Bradleys Die Nebel von Avalon.
Eine tragende Rolle hat Uther Pendragon in der britischen Fernsehserie Merlin – Die neuen Abenteuer, dargestellt von Anthony Stewart Head.
Der Schriftsteller Valerio Massimo Manfredi stellt in seinem Roman Die Letzte Legion („L’ultima legione“, 2004, verfilmt 2007) die These von Romulus Augustulus, dem letzten Kaiser des weströmischen Reiches, als Uther Pendragon auf.
Eine wichtige Rolle spielt Uther Pendragon auch in der 2020 bei Netflix erschienenen US-amerikanischen Fernsehserie Cursed – Die Auserwählte.